# Арханђел Јегудил
Арханђел Јегудил (хебр. יהודיאל) је један од седам светих арханђела у традицији православне цркве.
Ово име је познато само у предању. У Библији се арханђел Јегудил не помиње по имену. Често се слика на Иконама како држи златни венац и бич.